# Underwater
«Underwater» es una canción del cantautor británico Mika, lanzado como tercer sencillo del álbum en Francia, y segundo sencillo en Europa de su tercer álbum de estudio, The Origin of Love.

## Vídeo musical
El video musical de la canción fue filmado en Los Ángeles durante la tercera semana de octubre, y se estrenó en YouTube el 21 de noviembre de 2012, apenas dos días antes del lanzamiento oficial del sencillo.
El video muestra a Mika flotando en un océano de tela en un pequeño bote improvisado, junto con varios tesoros, incluido un saco de arpillera brillante. En un momento dado, una cuerda se rompe del mástil, y una ola particularmente fuerte lo empuja a él y al saco de arpillera al mar. Mika recupera el saco bajo el agua y se da cuenta de que la gente baila en el océano a su alrededor. La gente del mar rodea a Mika, le arrebata el saco de arpillera y se aleja nadando, dejándolo hundirse cuando termina la canción.

## Posicionamiento en listas
| Lista (2012-2013)                           | Mejor posición |
| ------------------------------------------- | -------------- |
| Alemania (Offizielle Deutsche Charts)       | 46             |
| Austria (Ö3 Austria Top 40)                 | 68             |
| Bélgica (Flandes) (Ultratip Bubbling Under) | 7              |
| Bélgica (Valonia) (Ultratop 50)             | 27             |
| Francia (SNEP)                              | 12             |
| Italia (FIMI)                               | 14             |
| Suiza (Schweizer Hitparade)                 | 13             |